# 印度河水協定

印度河及支流，Kmhkmh提供。

《印度河水協定》是印度與巴基斯坦兩國之間的水資源共享協議，協議在1960年9月16日由兩國領袖及世界銀行簽署。
由於印度河及其他好幾條支流都是從印度流入巴基斯坦，1947年印度分治後兩國在水資源的分配上出現爭議，後由世界銀行介入調停，經多年努力，兩國達成了该协定。
根據協定，印度河、奇納布河及杰赫勒姆河除部份河水供給克什米爾外，全部劃歸巴基斯坦；而薩特萊傑河、拉維河及比亞斯河則劃歸印度。巴基斯坦自此展開了長達14年的印度河河谷發展計劃。
2025年帕哈爾加姆襲擊發生後，印度宣佈退出印度河水協定。
《印度河水協定》曾被認為是當今世界上最成功的水資源共享努力之一，儘管分析師承認需要更新某些技術規範並擴大協議範圍以應對氣候變遷。

## 背景和歷史
印度河水系主要發源於西藏和喜馬偕爾邦、查謨和克什米爾邦的喜馬拉雅山脈。它們流經旁遮普邦和信德省，最終匯入卡拉奇南部的阿拉伯海和古吉拉特邦的科里溪。巴基斯坦年平均可用水資源量為218 × 109 m3。這些河流沿岸曾經只有一小片灌溉用地，但經過上個世紀的發展，如今已建成龐大的運河和蓄水設施網絡，截至2009年，僅巴基斯坦就為超過4700萬英畝（19萬平方公里）的土地供水，使其成為單一水系中灌溉面積最大的地區之一。
英屬印度的分治是基於宗教而非地理原因，這引發了圍繞印度河流域水源的衝突。  新成立的邦國在如何分享和管理一個本質上統一且緊密相連的灌溉網絡的問題上意見不一。此外，由於分治地處偏僻，印度河流域的源頭位於印度境內。巴基斯坦感到，印度控制流入巴基斯坦境內流域的支流的前景威脅著其生計。印度當然也雄心勃勃地希望從流域獲得豐厚的利潤，而巴基斯坦則感到，圍繞其耕地主要水源的衝突正威脅著其生計。  在分治的最初幾年，印度河的水量是根據1948年5月4日簽署的《自治領間協議》進行分配的。該協議要求印度通過現有運河向流域內的巴基斯坦地區釋放足夠的水量，以換取巴基斯坦政府的年度付款。該協議旨在滿足當前的需求，隨後就更永久的解決方案進行了談判。然而，雙方都不願意放棄各自的立場，談判陷入僵局。從印度的角度來看，巴基斯坦無法迫使印度從其任何計劃中將河水引入巴基斯坦的灌溉渠。巴基斯坦當時希望將此事提交國際法院，但印度拒絕了，並辯稱這場衝突需要雙邊解決。

### 世界銀行的參與
1951年，曾任田納西河谷管理局主席和美國原子能委員會主席的戴維·利林塔爾訪問了該地區，為《科利爾》雜誌撰寫了一系列文章。利林塔爾對次大陸有著濃厚的興趣，受到了印度和巴基斯坦政府高層的歡迎。儘管他的訪問是由《科利爾》雜誌贊助的，但國務院和行政部門的官員還是向利林塔爾作了匯報，他們希望利林塔爾能夠幫助彌合印度和巴基斯坦之間的隔閡，並評估次大陸的敵對狀態。在訪問期間，利林塔爾清楚地意識到，印度和巴基斯坦之間的緊張關係十分尖銳，但也不是一朝一夕就能消除的。
利林塔爾的想法受到了世界銀行 (當時的國際復興開發銀行) 官員的歡迎，隨後也受到了印度和巴基斯坦政府的歡迎。當時的世界銀行行長老尤金·R·布莱克 (Eugene R. Black Sr.)對利林塔爾說，他的建議「完全合理」。布萊克寫道，世銀對兩國的經濟發展很感興趣，一直擔心印度河爭端只會嚴重妨礙這方面的發展。印度以前反对第三方仲裁，但世行坚持不对冲突进行裁决，而是充當達成協議的管道，这平息了印度的反对意见。
布萊克也區分了印度河爭端的「功能性」和「政治性」面向。在與印度和巴基斯坦領導人的通信中，布萊克斷言，如果能夠拋開政治考量，就分歧的功能性方面進行談判，印度河爭端就能最現實地解決。他設想成立一個小組，專門解決如何最佳地利用印度河流域水資源的問題，而將歷史權利或分配問題放在一邊。
布萊克提議成立一個由印度、巴基斯坦和世界銀行工程師組成的工作小組。  世界銀行代表團將扮演諮詢小組，負責提出建議並加速對話。
布萊克希望迅速解決印度河糾紛的時機尚未成熟。雖然世銀預期雙方會就水域分配達成協議，但印度和巴基斯坦似乎都不願意放棄自己的立場。巴基斯坦堅持其對所有印度河支流水域的歷史權利，以及西旁遮普邦半數土地面臨沙漠化的威脅，而印度方面則辯稱，先前的水域分配不應決定未來的分配。相反，印方提出了新的分配基礎，即西部支流的水歸巴基斯坦，東部支流的水歸印度。布萊克所希望進行的實質技術討論，因他期望避免的政治考慮而受阻。

## 暂停
2025年4月23日，在克什米尔帕哈尔加姆附近发生恐怖袭击后，印度政府以国家安全担忧为由，宣布暂停与巴基斯坦的条约。 世界银行表示，它不会介入这场争端，因为它在条约中的作用仅限于调解人。
條約暂停後，印度決定切斷巴格利哈爾大壩向奇納布河的供水，作為一項「短期懲罰措施」。  此外，印度也決定對薩拉爾（Salal）和巴格利哈爾（Baglihar）水庫進行洩洪 ，以提高水庫的蓄水能力。這些行動是在淡季進行的，並未依照《印度河水協定》的要求通知巴基斯坦。 然而，這些行動並未在巴基斯坦造成任何洪水。